# Meeting Space
Windows Meeting Space (nume intern: Windows Collaboration) este denumirea unui program de tip peer2peer din Microsoft Windows care suportă chat on-line cu un utlizator din altă rețea, sau conferință cu maxim 10 utilizatori înregistrați. Meeting Space nu are suport suplimentar în Windows Vista si este domeniu dedicat pentru programul gratis Windows NetMeeting original . Utilizatorii folosesc capabilitățile avansate de comunicație oferite de pachetul Microsoft.

## Istoric
Rețeaua alocată Meeting Space de către companie suportă întâlniri virtuale și transferuri de fișiere recunoscute de sistemul de operare prin canale F.T.P dedicate. Pentru urmărirea activității unei întreprinderi IMM pe internet Microsoft lansează Microsoft Share-Viewing, putând lucra și cu utilizatorii 'www/net' cucu browser Internet Explorer vs.9
Versiunea inițială a fost disponibilă în 1995 când s-a descărcat de pe site-ul producătorului, cu pachetul Internet Explorer. IPv6 este un Standard oferit Opensource pentru grupul de utilizatori Windows7/Vista și încărcare/descărcare de date peste internet.

## Beneficii parțiale
Meetind Space permite partajarea fundalului desktop între colaborator cu centrul colaborației și lucrul cu cei care se găsesc pe teren. 
Organizarea sesiunii cuprinde printre altele:
- reînceperea unei activități salvate anterior;
- alăturarea unui grup și începerea unei activități pregătite;
- invitarea de colaboratori care se cer prin plan;
- acceptarea unei cereri de la un colaborator pentru un topic online.
- programele pot rula la participanți în mod online sau și doar local. În acest caz are loc o prezentare pentru participanți, care pot vedea la ce s-a lucrat si își transmit la rândul lor partea de responsabilitate, oferite de aplicația pe Meeting Space.